# Yaoi
Yaoi (やおい?), contracción de Yama nashi, ochi nashi, imi nashi («sin clímax», «sin desenlace» o «sin sentido»), más conocido por su denominación wasei-eigo Boys love (ボーイズ ラブ, bōizu rabu) y su abreviatura BL (ビーエル, bīeru), es un término japonés que hace referencia a producciones como series de televisión, películas, anime, manga o de ficción cuyas tramas muestran una representación erótica o sexual entre dos o más individuos de sexo masculino. Originalmente dirigidas a un público mayoritariamente femenino el género designaba a los dōjinshi (同人誌?), mangas no oficiales autopublicados, creados por fanáticos. Sus creadoras más destacadas han sido mujeres, distinguiéndose de otro tipo de representaciones homoeróticas destinadas a hombres homosexuales, aunque progresivamente han atraído a una audiencia y creadores masculinos.

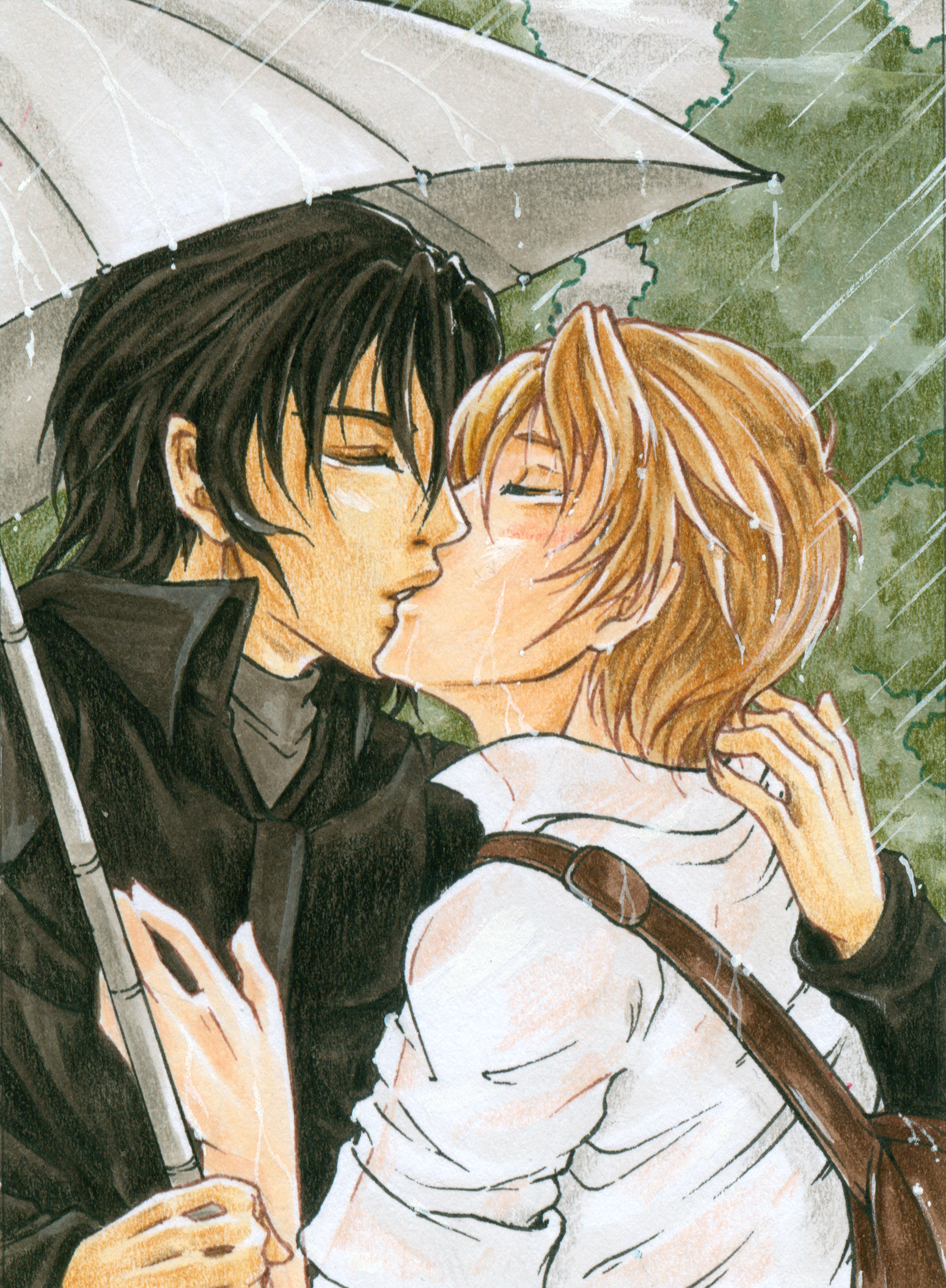
Ejemplo de ilustración Yaoi que muestra a dos hombres jóvenes besándose.

«Boys' love» y «BL» son los términos genéricos para este tipo de producciones en Japón y gran parte de Asia aunque son términos mal empleados, pues estos no siempre denotan un carácter sexual, mientras que el término «Yaoi (やおい?)» sí. Las historias dirigidas específicamente a una audiencia masculina adulta se denominan bara y se le considera un género separado del Yaoi. Sus seguidores señalan que esto se debe a la belleza de los personajes, el interés de las tramas o su forma de representar el amor y el romanticismo. Algunos autores estudiosos del fenómeno afirman que es natural que las mujeres sean atraídas por la idea del amor y las relaciones sexuales entre hombres.
Con origen en Japón a fines de la década de 1970 y principios de la de 1980, como un subgénero del manga shōjo o «cómics para chicas», el término surgió a menudo parodiando el manga y el anime convencional al representar personajes masculinos de series populares en escenarios sexuales. El «amor de chicos» fue adoptado más tarde por las publicaciones japonesas en la década de 1990 como un término general para englobar las producciones comercializadas para mujeres con romance hombre-hombre. Su difusión y presencia global es sólida, habiéndose extendido internacionalmente desde la década de 1990 a través de licencias y distribución, así como a través de la circulación sin licencia en línea. Las obras, la cultura y el fandom de Yaoi han sido estudiados y discutidos por académicos y periodistas de todo el mundo y su presencia es notable en países como China, Taiwán, Corea del Sur, Tailandia o Filipinas.
Los personajes principales se han ajustado tradicionalmente al estereotipo del seme («activo» o figura dominante) y el uke («pasivo» o figura sumisa). El material Yaoi presenta casi siempre relaciones amorosas entre personajes masculinos y puede incluir contenido homoerótico. Aunque en el Yaoi se tiende a presentar casi siempre personajes adolescentes, la edad puede variar a cualquiera por encima de la pubertad, incluyendo a adultos. Las obras con jóvenes prepúberes se etiquetan como shotacon. Algunos conceptos y temas asociados con el Yaoi incluyen hombres andróginos, conocidos como bishōnen, personajes femeninos con poco peso en las tramas y narrativas que enfatizan la homosocialidad restando énfasis a la homofobia sociocultural.

## Etimología y terminología

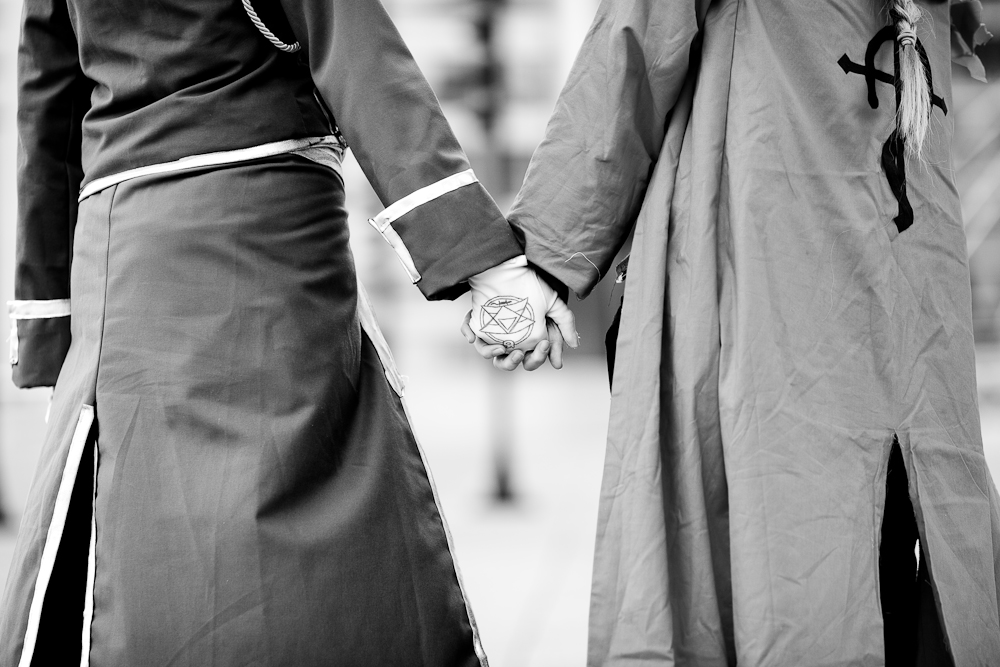
Una pareja cosplayer con las manos entrelazadas

En Japón existen varios términos para describir al género de ficción del romance hombre-hombre. En 2015 Kazuko Suzuki, en una encuesta efectuada entre autoras y autores del género, concluyó que existen hasta cinco subgéneros dentro del Yaoi:
Shōnen-ai (少年愛, lit. «boy love»)
El término shōnen-ai históricamente ha tenido una connotación identificativa de efebofilia o pederastia. A comienzos de los años 1970 las creadoras de un nuevo género del manga shōjo (manga de chicas) se apropiaron del término para calificar sus obras en las que había romances entre bishōnen (lit. «chicos guapos») en el que los personajes tenían características de androginia o afeminamiento. Los primeros trabajos shōnen-ai tuvieron como inspiración la literatura Europea, los escritos de Taruho Inagaki y el género Bildungsroman. A menudo este subgénero ofrece referencias a literatura, historia, ciencia o aspectos filosóficos. Suzuki describe este subgénero como «pedante» y «difícil de comprender» por la abundancia de «reflexiones filosóficas y abstractas» que son difíciles de aprehender por los lectores más jóvenes quienes sólo son capaces de entender las referencias y los temas más profundos una vez que van alcanzando la madurez.
Tanbi (耽美, lit. «esteticismo»)
Este subgénero se centra en las tramas que abordan el culto a la belleza y en el romance entre hombres mayores y jóvenes hermosos. Tanbi como término y concepto es anterior al manga romántico masculino-masculino que surgió en la década de 1970, y se originó para describir la ficción en prosa que representa la homosexualidad de autores como Yukio Mishima, Yasunari Kawabata o Jun'ichirō Tanizaki. Las obras de Tanbi se definen típicamente por su prosa poética y kanji inusuales, como los caracteres chinos apropiados en escritura japonesa.

June (ジュネ, pronunciación japonesa: [d͡ʑu͍ ne])
Derivado de la revista homónima de manga de romance hombre-hombre, publicada por primera vez en 1978, el término se usó originalmente para describir obras que se parecían al estilo artístico del manga publicado en esa revista. También se ha utilizado para describir obras de aficionados que representan la homosexualidad masculina que son creaciones originales y no obras derivadas. En la década de 1990 el término había dejado de usarse en gran medida a favor del término «Boys' Love» y se ha sugerido que los editores que deseaban afianzarse en el mercado acuñaron el nuevo término para desvincular el género de la empresa editora de la revista.

Yaoi (やおい)
Acuñado a fines de la década de 1970 por los artistas de manga Yasuko Sakata y Akiko Hatsu, Yaoi es un acrónimo de yama nashi, ochi nashi, imi nashi (山[場]なし、落ちなし、意味なし), que se traduce como «sin clímax, sin sentido, sin significado». Inicialmente utilizado por los artistas como un eufemismo irónico y autocrítico, el acrónimo se refiere a cómo los primeros trabajos de yaoi generalmente se enfocaban en el sexo con exclusión de la trama y el desarrollo del personaje. También es una referencia subversiva a la estructura narrativa japonesa clásica de introducción, desarrollo, giro y conclusión.

Boys' love (ボーイズ ラブ, bōizu rabu)
Típicamente escrito como el acrónimo BL (ビーエル, bīeru), o alternativamente como «Boy's Love» o «Boys Love», el término es una construcción wasei-eigo derivada de la traducción literal al inglés de shōnen-ai. Utilizado por primera vez en 1991 por la revista Image, en un esfuerzo por recopilar estos géneros dispares bajo un solo término, el término se popularizó ampliamente en 1994 después de ser utilizado por la revista Puff. «BL» es el término común que se usa para describir los medios románticos entre hombres comercializados para mujeres en Japón y gran parte de Asia aunque su uso en Occidente es inconsistente.
A pesar de los intentos de los investigadores de identificar y estandarizar las diferencias entre estos subgéneros, en la práctica estos términos se usan indistintamente. Kazumi Nagaike y Tomoko Aoyama señalan que si bien BL y yaoi son los términos genéricos más comunes para este tipo de medios, evitan específicamente los intentos de definir subgéneros, y señalan que las diferencias entre ellos están mal definidas y que, incluso cuando se diferencian, los subgéneros «permanecen entrelazados temáticamente».
En la investigación de Suzuki sobre estos subgéneros señala que «no existe un término abreviado japonés apropiado y conveniente para abarcar todos los subgéneros de ficción de amor hombre-hombre por y para mujeres». Mientras que Yaoi se ha convertido en un término general en Occidente para los cómics de influencia japonesa que muestran relaciones hombre-hombre y es el término usado preferentemente por los editores de manga estadounidenses para trabajos de este tipo, Japón usa el término para denotar dōjinshi y obras que se enfocan en las escenas de prácticas sexuales. En ambos usos el yaoi y el Boys' Love excluyen el manga gay (denominado Bara), un género que también describe relaciones sexuales entre hombres homosexuales pero que está escrito principalmente por hombres homosexuales. En Occidente el término shōnen-ai a veces se usa para describir títulos que se centran en el romance sobre contenido sexual explícito, mientras que Yaoi se usa para describir títulos que presentan principalmente temas y materias sexualmente explícitos. Yaoi también puede ser utilizado por los fanáticos occidentales como una etiqueta para la ficción slash basada en anime o manga. El uso japonés de Yaoi para denotar solo obras con escenas explícitas a veces choca con el uso occidental de la palabra para describir el género en su conjunto creando confusión entre el público japonés y occidental.

## Historia

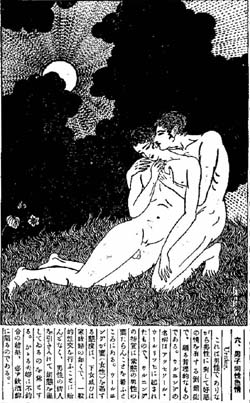
Representación de una pareja homosexual de 1928 de Hentai shiryō.

### Orígenes: década de 1970
El género ahora conocido como BL o Yaoi deriva de dos fuentes: por una parte figuran las autoras de manga shōjo quienes, a comienzos de la década de 1970, comenzaron a publicar historias (conocidas como tanbi, que en China se denomina danmei, o shōnen-ai) que versaban sobre relaciones platónicas entre chicos; por otra, a mediados de la misma década, comenzó a popularizarse el dōjinshi, historias cortas creadas por las lectoras de manga y anime shōnen, quienes reconstruían la historia agregando una relación homosexual entre los personajes convirtiéndolos en amantes.
A finales de la década de 1970 comenzaron a aparecer revistas específicas dedicadas a este nuevo género en crecimiento. Autoras como Keiko Takemiya y Kaoru Kurimoto, conocidas por ser precursoras del Yaoi, publicaron historias con relaciones abiertamente homosexuales. La serie de manga de Takemiya, Kaze to Ki no Uta, publicada por primera vez en 1976, fue pionera en representar relaciones abiertamente sexuales entre hombres, estimulando el desarrollo del género y el desarrollo de cómics sexualmente explícitos. A su vez, Kurimoto escribió numerosos shōnen-ai a finales de los años setenta que también han sido descritos como precursores.
El término «Yaoi» es una acrónimo creado a finales de los años setenta por Yasuko Sakata y Akiko Hatsu derivado de las palabras Yama nashi, ochi nashi, imi nashi (山[場]なし、落ちなし、意味なし que significa lit. «sin clímax»?). Esta frase fue utilizada por primera vez como un «eufemismo para el contenido» y se refiere a cómo el Yaoi, en contraposición al shōnen-ai «difícil de entender» producido por autores de manga shōjo de Grupo del 24, se centra en «las partes deliciosas». La frase también parodia un estilo clásico de la estructura de la trama. Kubota Mitsuyoshi ha dicho que el autor Osamu Tezuka usaba yama nashi, ochi nashi, imi nashi para descartar el manga de mala calidad y esto fue apropiado por los primeros autores de Yaoi.

### Década de 1980: delshōnen-aialYaoi
El nuevo género se desarrolló en Japón, tanto en entornos urbanos como rurales, a principios de los años 1980 (el género shōnen-ai ya era popular en los años 1970). En la década de 1980 el género fue presentado en formato de anime por primera vez, incluyendo las obras Patalliro! (1982), serie de televisión que mostró un romance entre dos personajes secundarios del mismo sexo, la película para distribución en videoclub Kaze to Ki no Uta (1987) o la miniserie de televisión Earthian (1989) editado en formato OVA.
En Japón el término June (ジュネ), surgido a raíz de la existencia de una revista homónima que publicaba historias de romance entre hombres, se hizo muy popular. Años más tarde no obstante acabaría en desuso, a favor de Boy's Love, el cual sigue siendo el nombre más común en Japón. Akiko Mizoguchi sugiere que los editores que quisieron establecerse en el mercado al que se dirigían las publicaciones Yaoi acuñaron el término «Boy's Love» para disociar el género de la empresa editora de la revista.

### Década de 1990: popularización
Con la implementación del término Boys' Love (o BL) este se convirtió en el término dominante utilizado para este género en Japón. A pesar de que el Yaoi deriva principalmente del manga shōjo y todavía apunta a una misma demografía que el shōjo y el josei, actualmente se considera como una categoría separada. El término bishōnen se dejó de utilizar en esta década cuando el manga de este género comenzó a presentar una gama más amplia de protagonistas más allá de los adolescentes tradicionales. A finales de la década, en 1998, se certificó que Yaoi había alcanzado la posición de ser considerado un término conocido y de «conocimiento común para los fans del manga». Un equipo de investigadores japoneses estimaba que el núcleo de consumidores de historias de Boys' love (Yaoi y shōnen-ai) era de medio millón de personas. En 1998 existían 9 revistas literarias, 12 revistas de cómics y aproximadamente 30 tomos en papel publicados cada mes especializados en este tipo de historias.
Las traducciones ilegales de mangas Yaoi (conocidas como scanlations en inglés, palabra híbrida compuesta de scan y translation) popularizaron el género en los países occidentales a partir de mediados de los años 1980. Durante la década de 1990 la editorial Biblos monopolizaba, con revistas como B-Boy, muchas de las publicaciones de obras Yaoi, pero a partir de su bancarrota en 2006, debido aparentemente a la quiebra de su empresa matriz, internet se impuso como el medio preferido para intercambiar y consumir historias homoeróticas. El número de obras de Yaoi publicadas de forma oficial es muy reducido en comparación con las que son producidas por los fanes o, cada vez más, difundidas a través de internet.

### Década de 2000 y actualidad: globalización del Yaoi y BL
La crisis económica provocada en Japón por la Década Perdida afectó a la industria del manga a finales de la década de 1990 y principios de la de 2000, pero no afectó particularmente al mercado del Yaoi. Al contrario las revistas del género continuaron proliferando durante este período y se incrementaron sus ventas. En 2004 Otome Road en Ikebukuro surgió como un importante destino cultural para los fanáticos, con varias tiendas dedicadas a productos shōjo y yaoi. La década de 2000 también vio un aumento en los lectores masculinos de Yaoi certificado por una encuesta realizada en 2008 en librerías que reveló que entre el 25 y el 30 por ciento de los lectores de Yaoi eran hombres.
A lo largo de la década de 2000 se experimentó un crecimiento significativo del Yaoi en los mercados internacionales uno de cuyos puntales fue el inicio de la convención de anime estadounidense Yaoi-Con en 2001. Las primeras traducciones al inglés con licencia oficial de manga yaoi se publicaron en el mercado estadounidense en 2003: el mercado se expandió rápidamente, antes de contraerse en 2008 como resultado de la crisis financiera mundial de 2007-2008, pero siguió creciendo lentamente en los años siguientes. Corea del Sur vio el desarrollo de BL en forma de manhwa, o tiras cómicas, en particular Martin and John (2006) de Park Hee-jung y Crush on you (2006) de Lee Kyung-ha que fueron traducidas al inglés.
Durante las décadas de 2010 y 2020 el seguimiento de las producciones del género ha experimentado un notable incremento, además de en su Japón natal, especialmente en otros países y regiones asiáticas como Tailandia, China, Taiwán, Corea del Sur, Filipinas o Vietnam. La irrupción de nuevos autores, que publican novelas con distribución tanto en librerías convencionales como en internet, y el interés mostrado por productoras cinematográficas y de televisión han incrementado notablemente la oferta de películas, programas de televisión y, especialmente, series que se emiten tanto en la televisión convencional como a través de plataformas de streaming. Este último factor ha permitido la divulgación casi instantánea de producciones como series, cortometrajes y largometrajes que, hasta entonces, ocupaban un reducido espacio de difusión en la industria del entretenimiento.
Aunque Boys' love y BL se han convertido en los términos usuales para referirse a estas producciones originarias de Asia en Tailandia, específicamente y en ocasiones, se denominan «Y» o «Y series» como apócope de Yaoi. Las series Y tailandesas explícitamente adaptan contenidos japoneses con la particularidad de adaptarlos al contexto, usos y costumbres locales y, con el tiempo, se han convertido en series muy populares que obtienen millones de reproducciones en plataformas como YouTube si bien sus espectadores a menudo realizan una separación entre las series tailandesas y sus antecesores japoneses. El BL de Tailandia también ha adoptado deliberadamente la cultura de las celebridades del K-pop surcoreano mediante el impulso de la figura de los ídolos (jóvenes actores, modelos y cantantes que alcanzan gran popularidad por su trabajo en la industria del entretenimiento) y la creación de las denominadas «parejas imaginarias» (khu jin) en la que dos actores protagonistas de una serie fingen mantener una relación sentimental fuera de los platós de rodaje para llamar la atención, especialmente, de las fanáticas. El antropólogo cultural Thomas Baudinette indicó que las series de televisión BL de Tailandia se han convertido en la siguiente etapa en el desarrollo del Yaoi que, progresivamente, se ha deslocalizado de Japón hacia otras latitudes.
En China el Yaoi, denominado danmei (adaptación al chino mandarín del término japonés tanbi), hunde sus raíces a finales de la década de 1990. Sin embargo el desarrollo del género se ha topado con las regulaciones de la censura del país que han dificultado su progresión. Inicialmente los creadores comenzaron su publicación en internet pero en 2009 una ordenanza de la administración china prohibió la publicación de la mayoría de los danmei en las plataformas de internet. En 2015 se promulgaron leyes que prohíben mostrar explícitamente, tanto en televisión como en el cine, imágenes de parejas conformadas por dos personas del mismo sexo. Ello ha supuesto el florecimiento de series en cuyas tramas no se explicita claramente, pero sí de un modo evidente, que la relación que surge entre dos hombres es algo que va más allá de la camaradería, sino que se trata de una relación sentimental. El crecimiento de los proveedores de servicios de transmisión en la década de 2010 se considera una fuerza impulsora detrás de la producción de dramas BL en toda Asia, ya que la distribución en línea proporciona una plataforma para los medios que contienen material no heterosexual, que con frecuencia no está permitido en la televisión abierta.

## Conceptos

### Shōnen-ai
El término shōnen-ai originalmente se utilizaba en Japón para connotar la efebofilia o pederastia, pero desde principios de los años setenta hasta finales de los ochenta, se utilizó para describir un nuevo género del manga shōjo, producido principalmente por el Grupo del 24 acerca de jóvenes enamorados. Las características del shōnen-ai incluyen el exotismo, a menudo poseen historias ambientadas en Europa, y contienen una gran nota de idealismo. Jeffrey Angles, considera, en particular Thomas no Shinzō (1974) de Moto Hagio y Kaze to Ki no Uta (1976-1984) de Keiko Takemiya como obras pioneras en el área, señalando su retrato de una intensa amistad entre hombres, incluidos los celos y el deseo.
Se cree que el origen del shōnen-ai se debe a dos razones. Akiko Mizoguchi se remonta a los cuentos de romance tanbi de la autora Mari Mori. El término tanbi se usó para denominar a las historias escritas para y sobre la adoración de la belleza, así como también el romance entre hombres mayores y jóvenes hermosos, utilizando en su mayoría un lenguaje con kanjis bastantes inusuales. La obra de Mori Mari, Koibito tachi no mori, considerada como «el primer trabajo Yaoi», utilizó un kanji tan inusual para los nombres de sus personajes que Mori terminó por convertir los nombres a katakana, un vocabulario utilizado para transcribir palabras extranjeras. La palabra se utilizó originalmente para describir el estilo distintivo de un autor, por ejemplo, los estilos de Yukio Mishima y Jun'ichirō Tanizaki. Akiko Mizoguchi describe su aplicación a las historias masculinas como «engañosas», pero señala que «era el término más comúnmente utilizado a principios de los años 90». Kazuko Suzuki describe el shōnen-ai como «pedante» y «difícil de entender», sosteniendo que requiere de «conocimiento de literatura clásica, historia y ciencia», y están repletos de «reflexiones filosóficas y abstractas». Para Suzuki, el shōnen-ai «desafía a los lectores jóvenes, quienes a menudo sólo son capaces de comprender las referencias y temas profundos a medida que crecen, cuando inicialmente fueron atraídos por la figura del protagonista masculino». Patrick W. Galbraith define el shōnen-ai como un «contenido original que puede acercarse a la literatura seria», en contraposición a un Yaoi más ligero.
Los términos Yaoi y shōnen-ai son a veces utilizados por los fanes occidentales para diferenciar entre dos variantes del género. En este caso, Yaoi se utiliza para denominar historias que presentan temas sexualmente explícitos y escenas de sexo, mientras que shōnen-ai se utiliza para describir títulos que se enfocan principalmente en el romance y omiten contenido sexual explícito u otros actos implicados. Últimamente, la diferenciación entre ambos ha ido cayendo en desuso, prefiriéndose el uso de especificaciones para indicar el contenido erótico dentro de los mismos. Entre tales terminologías podemos encontrar Yaoi hard (duro o fuerte) así como la adición de las siglas NSFW (Not Safe For Work) o R-18 para especificarlo.

### Semeyuke

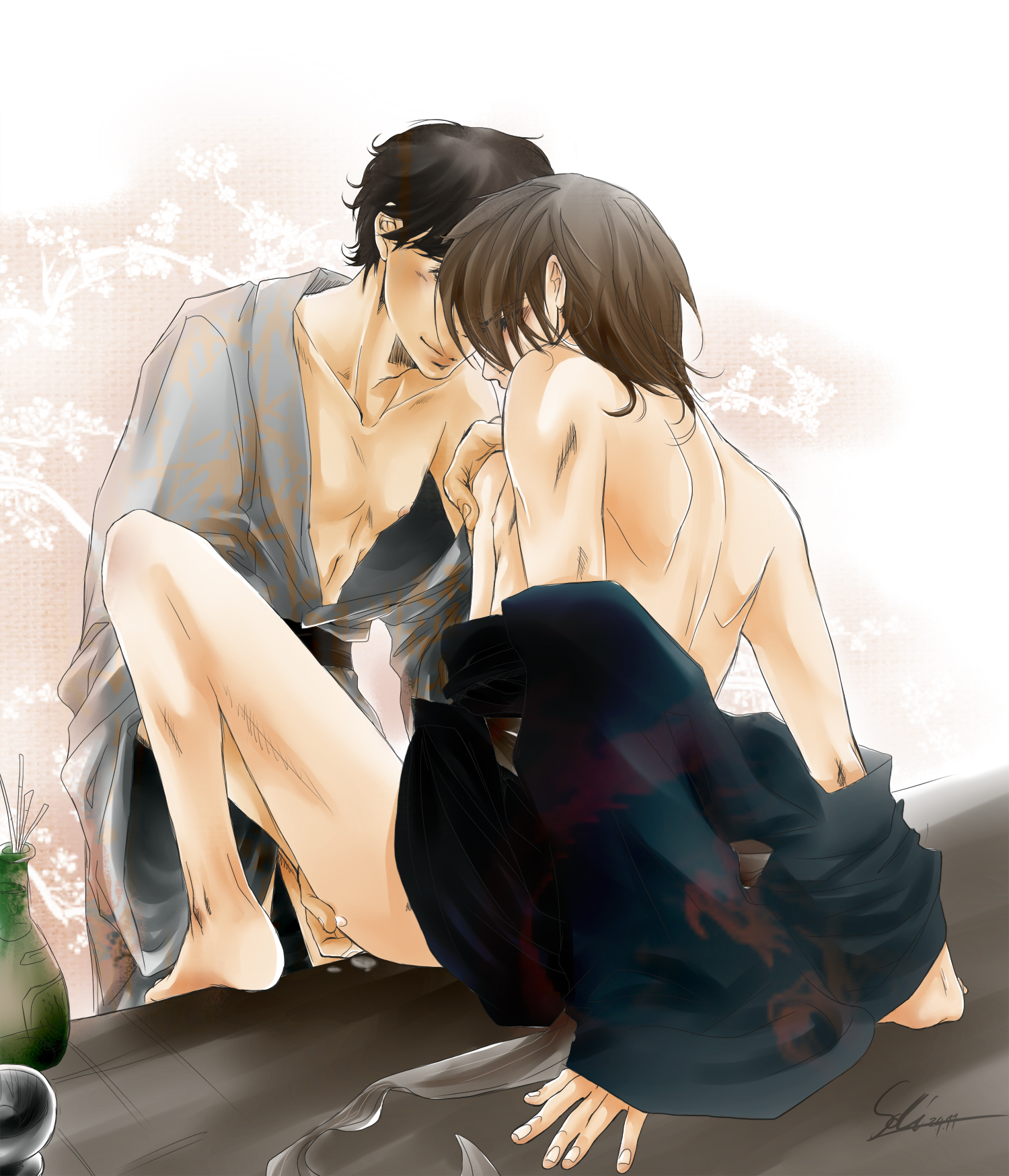
Ilustración que muestra los roles típicos del Yaoi: seme (activo) y uke (pasivo).

Los dos participantes en una relación Yaoi (y a veces también en el género yuri) son llamados seme (攻め?), el individuo que acostumbra a tomar el rol activo o dominante, y uke (受け?), el individuo que suele desempeñar el papel pasivo o sumiso; esta palabra es usada en la jerga gay japonesa para designar al compañero receptivo en el sexo anal. En algunas ocasiones se remplaza, ya sea, al uke o al seme por el suke (彼ら) que es la persona que puede desempeñar el papel de ambos personajes o versátil. Ambos términos se originaron en las artes marciales; seme se deriva del verbo ichidan semeru (攻める atacar?) y uke del verbo ukeru (受ける recibir?). Aleardo Zanghellini sugiere que para la audiencia japonesa los términos de las artes marciales tienen un especial significado como un «arquetipo» de las relaciones del mismo sexo entre hombres, similares a las que tenían antiguamente los samurái y sus acompañantes. En las historias románticas, el seme y el uke son a veces dibujados en el estilo bishōnen y son «altamente idealizados», mezclando las cualidades femeninas y masculinas.
Zanghellini también sugiere que este arquetipo samurái es el responsable de «la estructura jerárquica» y la diferencia de edad «de algunas relaciones retratadas en el Yaoi y shōnen-ai». El seme, a menudo, es representado como el hombre estereotipado presente en la cultura del anime y manga japonesa: restringido, físicamente exorbitante y protector. El seme generalmente es mayor en edad y altura, posee rasgos fuertes, cabello corto, ojos afilados y un comportamiento mucho más masculino que el del uke. El seme también suele perseguir al uke, quien a menudo es creado con rasgos suaves y andróginos, ojos femeninos y grandes y una estructura mucho más pequeña, además de ser físicamente más débil que el seme. Otra forma en la que se muestran los personajes de «seme» y «uke» es a través de quién es dominante en la relación; un personaje puede tomar el papel de uke incluso si no es presentado como alguien femenino, simplemente por ser yuxtapuesto contra un personaje más dominante y más masculino que él.
El sexo anal es un tema dominante en el Yaoi, y casi todas las historias de este género lo presentan de alguna manera. La historia en la que un uke se muestra reacio a tener sexo anal con un seme se considera similar a la reticencia del lector a tener contacto sexual con alguien por primera vez. Zanghellini observa que las ilustraciones del sexo anal casi siempre posicionan a los personajes uno frente al otro, en lugar de hacerlo en la denominada 'posición del perrito'. Zanghellini también señala que el uke rara vez recibe sexo oral del seme, pero que en su lugar, recibe las atenciones sexuales y románticas de este último.
A pesar de que estos tópicos son comunes en el Yaoi, no todas las obras se adhieren a ellos. Carola Bauer afirma que la dinámica de la pareja «butch-femme» discutida anteriormente, se hizo esencial en la ficción publicada de los años 1990. Mark McLelland comenta que los autores están «interesados en explorar, no en repudiar la dinámica entre el seme y el uke». La posibilidad de cambiar papeles suele ser una fuente de burlas juguetonas y excitación sexual para los personajes, lo que indica un interés entre muchos autores del género en explorar la «naturaleza performativa» de los papeles.

### Bara

Kanji del término «Hentai»

El bara, también conocido como Mens' Love (メンズラブ Menzu rabu?) o ML, es un término utilizado para referirse a un género de publicaciones ilustradas, ya sea de manga o anime homoeróticos dirigidos a un público masculino homosexual y serializadas en tales revistas. El bara aún es un género de extensión relativamente pequeña en comparación al manga Yaoi, y se puede considerar como un subgénero gay del hentai, los cuales son, generalmente, creados por y para hombres homosexuales. Solo unos pocos mangas de género bara han sido traducidos al idioma inglés, debido a que su mercado es pequeño.
El bara se aleja enormemente de los roles heteronormativos masculinos y femeninos a los que están sujetos el seme y el uke de las historias Yaoi. Valeriano Elfodiluce ha dicho que «es poco probable que el manga bara contenga escenas de llanto incontrolable o largas pausas introspectivas», mientras que Mark McLelland comenta que «es menos probable, a diferencia del Yaoi, construir un fuerte sentido del personaje antes de que se produzcan las escenas de sexo». Los hombres, en el bara, tienen más probabilidades de ser estereotípicamente masculinos, tanto en comportamiento como en apariencia; «son dibujados velludos, musculosos y con algunos kilos en exceso». Mientras que el bara suele presentar romanticismo gay y contenido adulto, a veces de naturaleza violenta o explotadora, a menudo también explora temas del mundo real o autobiográficos, además de reconocer la naturaleza tabú de la homosexualidad en Japón.
El subgénero gachi muchi —también llamado simplemente como bara por los fanes de habla inglesa— representa un cruce entre el bara y el Yaoi, con considerable superposición de escritores, artistas y estilos artísticos. Este subgénero aún emergente, se tiende a comercializar a un público en su mayoría femenino y presenta personajes masculinos con cuerpos voluptuosos, siendo lo más probable que sean escritos por autores y artistas homosexuales. Antes del desarrollo del gachi muchi, la mayor superposición entre los autores del Yaoi y bara se encontraba en publicaciones de temática BDSM, tales como Zettai Reido, una revista de antología Yaoi que tenía un buen número de colaboradores hombres y abiertamente homosexuales.

### Shotacon
El shotacon es un género en donde se presenta a personajes masculinos prepúberes o pubertos de manera erótica o sexual, cuya edad generalmente oscila entre los diez y trece años, lo que puede considerarse como una línea divisoria entre el shotacon y shōnen-ai. También es un término que se aplica a personajes pospúberes (adolescentes o adultos) con características juveniles neoténicas que los harían parecer más jóvenes de lo que son, de baja estatura en general. Algunos críticos afirman que el género contribuye al abuso sexual infantil, mientras que otros señalan que no hay evidencia de esto, o que incluso hay evidencia de que el efecto producido es en realidad el opuesto al mencionado primeramente.

## Singularidades del género

### Disminución de personajes femeninos
En las historias Yaoi, los personajes femeninos tienden a tener roles muy reducidos o su aparición está ausente por completo. Kazuko Suzuki señala que las madres, en particular, son retratadas con una «luz negativa», tal como se ve en el manga Zetsuai 1989, cuando el personaje principal, siendo un niño, es testigo de como su madre asesina a su padre. Suzuki sugiere que esto se debe a que el personaje y el lector están buscando sustituir la ausencia del incondicional amor maternal por el amor «prohibido» que todo lo consume presentado en el Yaoi. Nariko Enomoto, una autora Yaoi, afirma que cuando las mujeres son representadas en los Yaoi, este «no puede dejar de ser extrañamente real». Cuando los aficionados crean historias Yaoi de series que contienen personajes femeninos, como Mobile Suit Gundam Wing, el papel de la mujer suele ser minimizado o el personaje es eliminado. Yukari Fujimoto establece que el manga shōnen es utilizado como inspiración para el Yaoi comentando que «parece que las historias Yaoi y las simpáticas personajes femeninos son mutuamente excluyentes».
Los primeros shōnen-ai y Yaoi han sido considerados como misóginos, pero Wim Lunsing observa una disminución en los comentarios misóginos de los personajes y considera el desarrollo del género yuri como un reflejo de la reducción de la misoginia interna. Alternativamente, el fandom Yaoi también se ve como un «refugio» de la cultura dominante, que en este paradigma es visto como una inherentemente misógina. En los últimos años, se ha vuelto más popular agregar a un personaje femenino que apoye a la pareja principal. La autora Yaoi Fumi Yoshinaga, ha dicho que normalmente incluye por lo menos a un «simpático personaje femenino» en sus obras.

### Igualdad LGBT
Las historias Yaoi suelen ser creadas con una fuerte relación con la homosocialidad, lo que da a los personajes masculinos la libertad de unirse entre sí y de perseguir juntos los objetivos compartidos. Este vínculo espiritual y la igualdad de parejas superan la jerarquía del poder masculino-femenino. Para lograr estar juntos, muchas parejas representadas en historias convencionales Yaoi deben superar obstáculos que a menudo son emocionales o psicológicos más que físicos. El tema de la victoria de los protagonistas en el Yaoi ha sido comparado favorablemente con los cuentos de hadas occidentales, debido a que este último pretende imponer el statu quo, pero el Yaoi es «acerca del deseo» y busca «explorar, no circunscribir, las posibilidades». Akiko Mizoguchi ha señalado que aunque la homosexualidad todavía es a veces representada como «vergonzosa» para aumentar la tensión dramática, el Yaoi presenta cada vez más historias de salir del clóset y la aceptación gradual de los personajes dentro de una comunidad más amplia, como el manga Brilliant Blue. Mizoguchi también comentó que el Yaoi presenta una representación gay mucho más amigable de la sociedad japonesa, que ella sostiene es una forma de activismo entre los autores del Yaoi. Algunas historias más longevas, como Fake y Kizuna, representan a la pareja mudándose juntos y adoptando niños.
A pesar de que los personajes masculinos homosexuales están presentes en el manga Yaoi, en las mismas historias raramente se aborda la realidad de la homofobia en la sociedad japonesa. De acuerdo con Hisako Miyoshi, subdirectora de redacción de Libre Publishing, mientras que el Yaoi alguna vez se centró «más en el modo de la vida homosexual desde una perspectiva realista», con el tiempo el género se ha vuelto menos realista y más cómico, y las historias son «simplemente para entretenimiento». La homofobia, cuando es presentada como un problema real, es utilizada como un dispositivo del argumento para «aumentar el drama», o para mostrar la pureza del amor de los protagonistas. Matt Thorn ha sugerido que los lectores del género Yaoi —que presenta principalmente narrativas románticas— pueden presentar rechazos hacia temas políticos fuertes como la homofobia. Makoto Tateno expresó su escepticismo de que un enfoque en temas homosexuales reales «se convertirá en una tendencia, porque a las jóvenes les gusta más la ficción que el realismo». Alan Williams, a su vez, sostiene que la falta de identidad gay en el Yaoi se debe a que el Yaoi es posmodernista.

### Violación
Las violaciones son un tema común en los manga Yaoi. El coito anal se entiende como un medio de expresar el compromiso con un compañero, y en el Yaoi, la «aparente violencia» de la violación se transforma en una «medida de pasión». Mientras que en la sociedad japonesa, a menudo, se evita o menosprecia a las mujeres que son violadas, el género Yaoi representa a los hombres que son violados como «imbuidos de inocencia» y son típicamente aún amados por sus violadores después del acto, un tópico que puede haberse originado con Kaze to Ki no Uta (1976-1984).
Las escenas de violación en el Yaoi raramente se presentan como crímenes con un asaltante y una víctima; escenas en las que un seme viola a un uke no se representan como sintomático de los «deseos sexuales/violentos perturbadores» del seme, sino que son un significante del «incontrolable amor sentido por un seme para un uke». Tales escenas son a menudo un dispositivo de trama utilizado para hacer que el uke vea al seme como algo más que un buen amigo y, típicamente, resultan en el uke enamorándose del seme. Los temas de fantasía de violación exploran la falta de responsabilidad del protagonista en el sexo, llevando al clímax narrativo de la historia, donde «el protagonista asume la responsabilidad por su propia sexualidad».
El manga Under Grand Hotel (2003-2005), situado en una prisión masculina, ha sido elogiado por mostrar una representación más realista de la violación. Autores como Fusanosuke Inariya utilizan la violación no como un catalizador romántico tradicional, sino como un trágico argumento dramático, convirtiendo sus historias en una subversión de los tópicos contemporáneos que refuerzan y reflejan tópicos más antiguos, como la prevalencia de los temas de tragedia romántica. Otros Yaoi tienden a representar una relación que comienza como no consensual y evoluciona hacia una relación consensual. Sin embargo las historias de Fusanosuke son aquellas en las que la relación de los personajes comienza como consensual y pasa a ser no consensual, a menudo debido a las presiones sociales externas que etiquetan la relación homosexual del personaje como desviada. Sus historias todavía se caracterizan por la fantasía, pero ilustran de manera brutal y realista escenas de asalto sexual entre los personajes.

### Tragedia
Las historias de la editorial June con finales de suicidio solían ser populares, así como también el «ver a los hombres sufrir». Matt Thorn teoriza que la representación del abuso en el Yaoi es una manera para algunos lectores de que el mismo Yaoi «llegue a un acuerdo con sus propias experiencias de abuso». A mediados de la década de 1990 la moda se centró en los finales felices.

## Obras

### Literatura

#### Japón

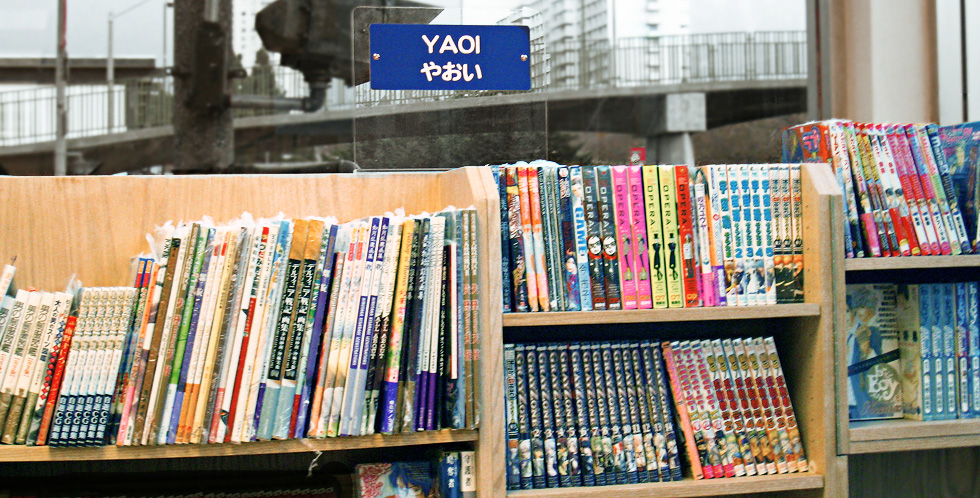
Sección de mangas Yaoi en la librería Kinokuniya, en San Francisco, California.

A mediados de 1990 siete editoriales japonesas incluyeron mangas con contenido Yaoi en sus catálogo un hecho que, aunque pequeño, impulsó gradualmente el mercado comercial del género. En 2003, se estimó que el 3,8% de las revistas semanales de manga estaban dedicadas a la publicación de mangas Yaoi. Una evaluación del año 2008 estimó que el mercado japonés del Yaoi comercializaba aproximadamente 12.000 millones de yenes al año, con las nuevas ventas generando un estimado total de 250 millones de yenes por mes. De aquel total se estima que el manga genera 400 millones de yenes al mes, los CD drama 180 millones de yenes y los videojuegos 160 millones de yenes por mes. Algunas de las revistas BL más importantes incluían a BE-BOY, GUSH, CHARA y CIEL. Un informe realizado en 2010 estimó que el mercado Yaoi tuvo un valor aproximado de 21.300 millones de yenes tanto en 2009 como en 2010.

#### Dōjinshi

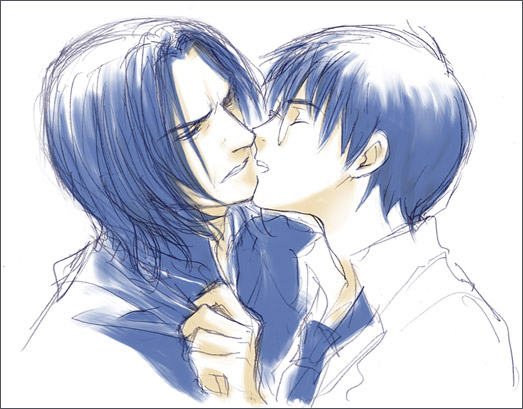
Dibujo obra de Yukipon basado en descripciones de la serie Harry Potter creada por J. K. Rowling (Severus Snape y Harry Potter).

La subcultura japonesa de los dōjinshi (ficción de aficionados) emergió contemporáneamente con su equivalente inglés en los años 70. Las características compartidas por ambos países incluye la no adherencia a una «estructura narrativa estándar» y a una particular popularidad en los temas de ciencia ficción. Los primeros dōjinshi Yaoi eran publicaciones creadas por amateurs, principalmente escritos por adolescentes y dirigidos para una audiencia también adolescente, basados casi siempre en personajes de manga o anime populares de aquel entonces. La mayoría de los dōjinshi eran creados por aficionados que a menudo trabajaban con otros en un grupo denominado «círculo». El popular grupo de dibujantes japoneses CLAMP comenzó como uno de estos grupos. Otros artistas profesionales, como Kazuma Kodaka, también crearon publicaciones en este formato. Algunas compañías editoriales, ya en los años 1980 y siguiendo una práctica de cazatalentos, revisaron dichas obras para identificar a creadores talentosos lo que supuso el descubrimiento de artistas, entre otros ejemplos, como Youka Nitta. Esta práctica disminuyó en la década de 1990 pero todavía se utiliza en la actualidad lo que ha permitido la profesionalización de autores como Shungiku Nakamura. 
Temáticamente los dōjinshi Yaoi típicos presentan a dos personajes masculinos pertenecientes a una serie de manga o anime que, en el original, no mantienen una relación romántica entre sí pero que en esta nueva creación sí la tienen. Gran parte del material deriva de los shōnen orientados a un público masculino y de las obras seinen, las cuales presentan amistades cercanas entre ambos personajes y son percibidas por los aficionados con elementos homoeróticos, tales como Captain Tsubasa (1981-1988) y Saint Seiya (1985-1990). La revista Shūkan Shōnen Jump es conocida por tener un público considerablemente amplio de mujeres que también participan en lecturas Yaoi. Los creadores de estas obras pueden crear una relación hombre-hombre emparejando a su personaje favorito de una obra o pueden crear una nueva historia sobre dos personajes masculinos originales incorporando a otros personajes ya establecidos en la historia original. Cualquier personaje masculino puede convertirse en el sujeto de un dōjinshi Yaoi lo que incluye personajes de obras que no sean manga, como las sagas Harry Potter o El señor de los anillos, videojuegos como Final Fantasy, o personas reales como actores y políticos. Los autores aficionados también pueden crear personajes a partir de personificaciones de conceptos abstractos (como en la personificación de países en Hetalia: Axis Powers) u objetos complementarios como el concepto «sal y pimienta». Para ayudar a identificar los roles a la hora de titular las obras en Japón es costumbre unir los nombres de los dos personajes principales separados por el signo de multiplicaciones, de forma que el seme es el primero y el uke el segundo.

#### Traducciones en Inglés
Compañías estadounidenses como Digital Manga Publishing, bajo sus divisiones 801 Media (para Yaoi «explícito») y Juné (para Yaoi «romántico»), así como también Kitty Media y Viz Media, con su sello SuBLime, se han especializado en serializar mangas Yaoi para su publicación en el continente americano. Han existido otras compañías, actualmente extintas, que han publicado manga Yaoi como DramaQueen, Central Park Media, Tokyopop (en su colección BLU), Broccoli (en su colección Boysenberry), y Aurora Publishing (en su colección Deux Press). Yaoi Press, con sede en Las Vegas y especializada en Yaoi que no es de origen japonés, sigue activa. De acuerdo con Mark McLelland el primer manga Yaoi fue oficialmente traducido en inglés en 2003 y, para 2006, había cerca de 130 obras traducidas al inglés comercialmente disponibles. En marzo de 2007 Media Blasters dejó de comercializar mangas shōnen y aumentó sus líneas de Yaoi en previsión de la publicación de uno o dos títulos por mes ese mismo año.
De los 135 mangas Yaoi publicados en Norteamérica entre 2003 y 2006 el 14% fue clasificado para lectores de 13 años o más, 39% clasificado para lectores de 15 años o más y 47% fue clasificado para lectores de 18 años o más. Para 2008, y a pesar de que los comerciantes de mangas norteamericanos serializaban más y más obras Yaoi, las restricciones motivaron que los editores etiquetaran las obras de una manera más conservadora a menudo calificando libros originalmente destinados a un público de menor edad como obras para lectores de más de 18 años. Los distribuidores Diamond Comic valoraron las ventas de manga Yaoi en los Estados Unidos en aproximadamente $6 millones de dólares en 2007. En diciembre de 2007 se estimó que había más de 10 editoriales en América del Norte que ofrecían materiales Yaoi.
En la popularización de las obras Yaoi en Norteamérica jugó un papel importante el marketing y la ampliación de la base de seguidores hacia el público LGBT. La adaptación en formato de vídeo de animación de Kizuna: Bonds of Love (1994) dirigida por Hiroo Rin, distribuida por Ariztical Entertainment una empresa especializada en cine LGBT y que se comercializó con la leyenda «el primer anime masculino gay lanzado en DVD en los Estados Unidos» tuvo amplio impacto. La serie fue criticada en la revista estadounidense LGBT The Advocate que la comparó con el cine de autor gay. 
Desde ese punto de partida una gran parte de los aficionados occidentales eligen piratear material Yaoi porque no pueden o no quieren obtenerlo a través de métodos censurados. Prácticas, como la traducción sin ánimo de lucro de obras japonesas publicadas comercialmente y dōjinshi amateur en forma de Scantlation, se han convertido en una práctica común.

#### Originales en Inglés
A medida que el Yaoi fue ganando popularidad en Estados Unidos varios artistas estadounidenses comenzaron a crear sus propios cómics sobre parejas homosexuales masculinas, los cuales prontamente recibieron el nombre de «Yaoi americano». El primer cómic conocido de este tipo fue Sexual Espionage #1 de Daria McGrain, publicado en mayo de 2002. Se estima que desde 2004, lo que comenzó como una pequeña subcultura de cómics Yaoi en Norteamérica, actualmente se ha convertido en un floreciente y extenso mercado. Debido a que autores de alrededor del mundo también comenzaron a publicar obras de este estilo, el término «Yaoi americano» cayó en desuso y fue reemplazado por términos como «amerimanga Yaoi», «Yaoi global» o «BL Global». El término Yaoi global fue acuñado por grupos de noticias que querían distinguir el contenido Yaoi asiático del contenido original en inglés. El término luego fue acortado como Global BL o GloBL por la autora de cómics Tina Anderson en entrevistas y su blog personal. Algunos de los editores norteamericanos más importantes son Yaoi Press, que continúa publicando historias de ficción ilustradas y escritas por el CEO de la compañía, Yamila Abraham, bajo el sello Yaoi Prose. Otras editoriales también surgieron como DramaQueen, que debutó en 2006 con su antología RUSH, e Iris Print si bien ambas cesaron sus operaciones debido a problemas financieros.
En 2009 Alemania vivió un período de lanzamientos de cómics GloBL, con un puñado de obras alemanas que ganaron popularidad al estar ambientados en Asia. Algunos editores de GloBL alemanes también solían ser editores de manga tradicionales, tales como Carlsen Manga, y pequeñas editoriales de prensa especializados en esta área como The Wild Side y Fireangels Verlag. Otras obras exitosas de GloBL incluyen a los webcómics Teahouse, Starfighter, Purpurea Noxa y In These Words del estudio de la artista Jo Chen, Guilt Pleasure, tres de los cuales también fueron publicados por Digital Manga Publishing.

### Audio dramas

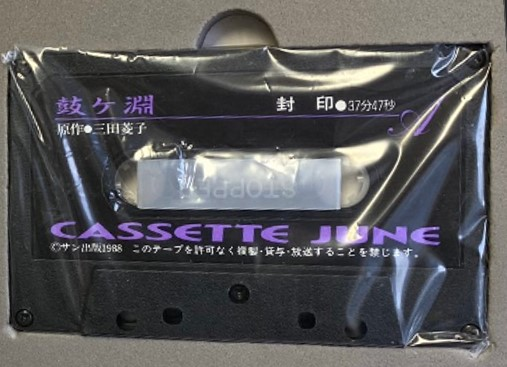
Ejemplo de una cinta de casete de la editorial Juno con la obra BL Tsuzumigafuchi (1988)

Uno de los formatos desarrollados para la difusión de obras Yaoi son los denominados «Audio dramas», ocasionalmente denominados »CD de drama», «Dramas sonoros» o «BLCD». Consisten en grabaciones de audio, en formato inicialmente en casete y posteriormente en disco compacto, interpretadas por actores de voz masculina que desarrollan las tramas adaptaciones de manga y novelas Yaoi originales. Sus primeros ejemplos tuvieron lugar en la década de 1980, con la edición de Tsuzumigafuchi (1988), que se etiquetó como «una casete (de la editorial) Juno». Con el desarrollo del disco compacto este formato experimentó un notable crecimiento alcanzando las 289 grabaciones en 2008. Posteriormente con los nuevos medios de difusión, streaming e internet se ha ido reducido progresivamente su importancia hasta los 108 discos compactos registrados en 2013.

### Series de televisión y películas

#### Japón

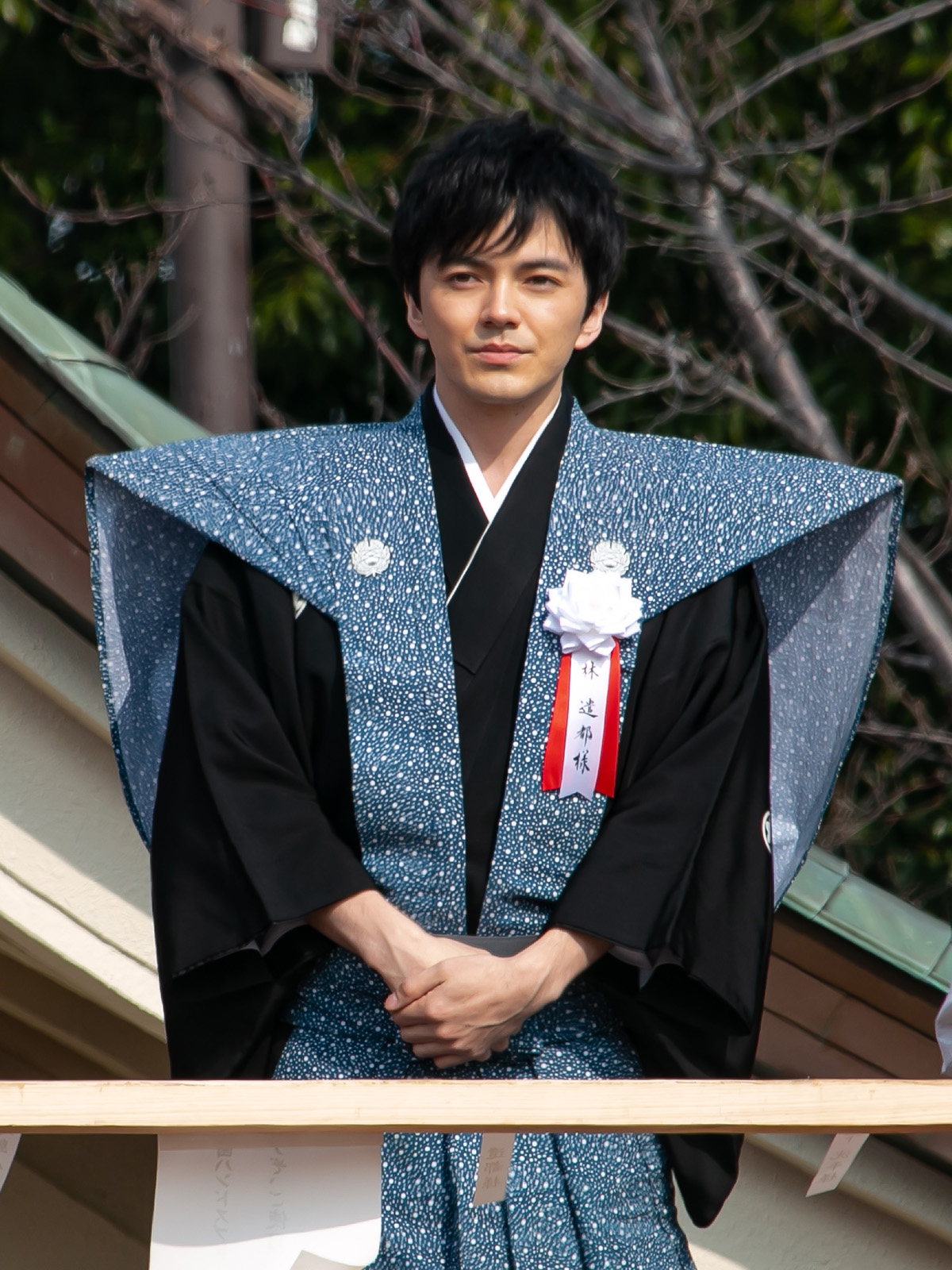
Kento Hayashi uno de los actores principales de la serie Ossan's Love

Cabe destacar que el BL japonés ha experimentado adaptaciones en formato de películas y series de televisión desde comienzos de la década de 2000. Sin embargo dichas adaptaciones inicialmente se enfocaron al público consumidor de Yaoi en lugar de ir dirigidas hacia un público en general. En esta primera etapa cuando existieron obras adaptadas para una audiencia más generalista los elementos de romance entre personas del mismo sexo tendieron a minimizarse o incluso desaparecer por completo de la trama, como la primera adaptación de Antique Bakery (1999-2002) creada por Fumi Yoshinaga, emitida por Fuji Television en 2001. 
No sería hasta obtener algunos éxitos comerciales y de crítica, como la miniserie dirigida por Yuki Saito Ossan's Love (2016) que presenta un triángulo amoroso exclusivamente masculino como eje central de trama, cuando las adaptaciones audiovisuales de historias Yaoi se enfocaron explícitamente hacia el romance entre personas del mismo sexo. Si bien no deriva de un manga Yaoi propio, ya que fue serializado entre 2018 y 2020 por Umebachi Yamanaka para la revista manga Be Love, Ossan's Love se considera un modelo que ha influido en las adaptaciones audiovisuales para público masivo de otras obras. Su aceptación inicial motivo el lanzamiento de una franquicia que incluye, además del episodio especial original, una serie ampliada en dos temporadas (2018 y 2019), la película Ossan's Love: Love or Dead (2019) y una segunda serie producida en Hong Kong con un reparto diferente Ossan's Love (2021).
Entre las series más destacadas de la producción japonesa se incluyen Pornographer (2018) emitida por Fuji TV y su precuela Mood Indigo (2019), What Did You Eat Yesterday? (2019) emitida TV Tokyo, Cherry Magic! Thirty Years of Virginity Can Make You a Wizard?! (2020) también emitida por TV Tokyo, Life: Senjou no Bokura (2020) o A Man Who Defies the World of BL (2021). En ocasiones, además de ser emitidas a través de canales de televisión convencionales, dichas series forman parte del catálogo de compañías de distribución en streaming como Rakuten Viki o GagaOOLala cuya práctica es la emisión con subtítulos en diferentes idiomas lo que ha impulsado su popularidad internacional.

#### Tailandia

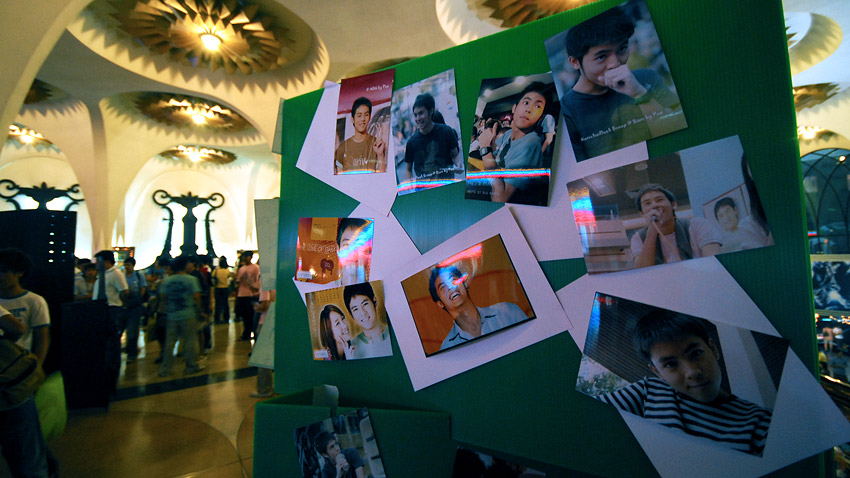
Montaje con fotografías de la película Love of Siam (2007)

Tailandia es uno de los países que ha experimentado mayor auge respecto a la producción tanto de películas como de series para su transmisión por televisión o por internet. La película dramática Love of Siam (2007), dirigida por Chookiat Sakveerakul y cuya trama se centra en dos amigos que se reencuentran en la adolescencia momento en el que descubren sus sentimientos románticos mutuos, se considera la producción que inauguró el género en el país. Seleccionada por la academia del país para competir en los Premios Óscar obtuvo 5 galardones y un considerable éxito comercial en taquilla donde recaudó más de 40 millones de baht en su primer mes.
La primera serie de televisión en emisión convencional fue Love Sick: The Series (2014-2015). Adaptación de la novela LOVE SICK: The Chaotic Lives of Blue Shorts Guys la trama se desarrolló en dos temporadas, protagonizadas por Chonlathorn Kongyingyong y Nawat Phumphothingam en sus papeles principales, y fue la primera ocasión en que dos personajes homosexuales protagonizaban una serie en el país. De carácter coral la historia se centra en un grupo de estudiantes adolescentes entre quienes los sentimientos, la atracción, la maduración personal y la relación tanto con la familia como con los amigos son los ejes de las historias. El antropólogo cultural Thomas Baudinette consideró que Love Sick: The Series significó un «momento decisivo» en el desarrollo y la difusión de la cultura queer en los medios de difusión ya que, adaptando los recursos del Yaoi japonés, las series tailandesas han ido configurando una idiosincrasia propia desembocando en un nuevo género.

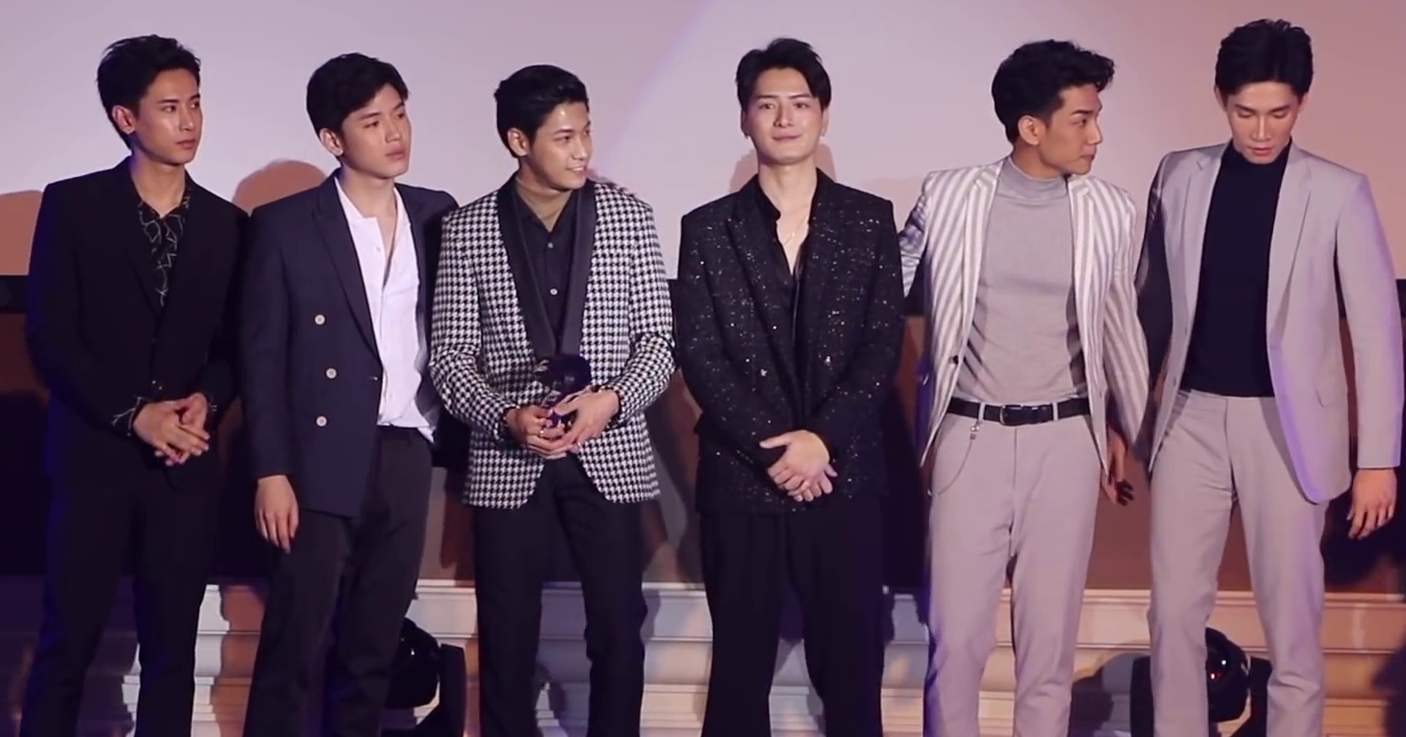
Reparto de la serie SOTUS S

Aunque los mangas Yaoi japoneses ya eran conocidos en Tailandia a comienzos de los años 1990 el éxito de Love of Siam y de Love Sick: The Series impulsó la producción de series BL en el país al descubrir las empresas un nicho de mercado receptivo a estas propuestas: entre 2014 y 2020 se registraron 57 series de televisión BL producidas y estrenadas en Tailandia. Con el pasar de los años han obtenido reconocimiento internacional, debido también a su difusión oficial en plataformas como YouTube o Vimeo en donde se pueden encontrar subtituladas en diferentes idiomas, y a aspectos como la calidad de la producción, los actores y a tramas que eluden argumentos escabrosos y muestran una visión positiva de los afectos, el apoyo familiar y de los amigos respecto a la homosexualidad masculina. Algunos ejemplos los constituyen series como SOTUS (2016), 2 Moons The Series (2017), Love By Chance (2018), Dark Blue Kiss (2019), Until We Meet Again (2019), Theory of Love (2019), TharnType (2019), 2gether: The Series (2020), Why R U? (2020), A Tale of Thousand Stars (2021), The Year Book (2021), Bad Buddy (2021), o KinnPorche (2022).
Algunas de las compañías productoras más importantes de Tailandia incluyen a GMMTV, una subsidiaria de GMM Grammy, o Line Corporation que produce series para su propia plataforma de streaming llamada Line TV. También existen un buen número de productoras independientes como Wayufilm dirigida por Nitchapoom Chaianun, Commetive liderada por Aam Anusorn, Be On Cloud, Copy A Bangkok, Studio Wabi Sabi o Ultimate Troop que con regularidad realizan producciones en ocasiones recurriendo al micromecenazgo. De hecho se han experimentado algunas reacciones adversas por parte de grupos conservadores de la sociedad tailandesa: en 2018 el grupo de difusión público MCOT canceló la emisión de la serie Love by Chance cuando ya estaba comprometida su emisión en la parrilla de programación y en 2020 la Comisión Nacional de Emisión y Telecomunicaciones introdujo nuevas regulaciones que afectaban a las producciones que incluían escenas «sexualmente explícitas o sugerentes». Pese a estas circunstancias se ha constatado un incremento en la popularidad de las producciones tailandesas, especialmente en países como Indonesia (donde la representación de la población LGBT es menos habitual en la televisión estatal) o Filipinas (donde son consideradas por los aficionados como una forma de cultura popular tailandesa). Algunos estudios han sugerido que la existencia de dramas BL en la televisión tailandesa ejercen una suerte de «difusión cultural» de los valores y costumbres locales en la zona del sudeste asiático e internacional.

#### China
Aunque la homosexualidad ni está prohibida ni legalmente reconocida en China continental existe una legislación que censura las obras audiovisuales de temática LGBT que se aplica de una manera desigual. Ello supone que de una manera habitual, pero no estandarizada, las series y películas de temática BL se eliminan de los canales de distribución al considerarse por las autoridades «contenidos sensibles». Uno de los primeros ejemplos fue la web serie BL Addicted (2016), considerada la serie que inauguró el género en el país. Adaptación fílmica de la novela Are You Addicted?, escrita por Chai Jidan, alcanzó los 10 millones de reproducciones en la plataforma iQiyi antes de su abrupta cancelación con tramas sin resolver debido a la forma de mostrar evidente la relación homosexual establecida por sus personajes principales.
Como reacción a la censura estatal las subsiguientes series de la temática BL habitualmente enfocan las tramas entre los dos hombres protagonistas desde una perspectiva de camaradería y homoerotismo y evitan las ambientaciones, a diferencia de Addicted, en la sociedad actual apostando por el tono histórico o fantástico. La novela web Guardian (2012), adaptada para la televisión en la plataforma Youku (2018), transmutó el romance surgido entre los dos protagonistas, un investigador y un profesor universitario, como una cercana y estrecha amistad marcadamente homoerótica. La novela Mo Dao Zu Shi (2015) se adaptó en una serie de animación (2018) y posteriormente en la serie interpretada por actores reales titulada The Untamed (2019). En ambos casos la naturaleza de la relación surgida entre los personajes principales, los líderes de sendos clanes que deben enfrentarse a otros clanes, no se muestra como un romance pero es evidente la íntima relación que los vincula. Gracias a su enfoque la serie recibió elogios por escabullirse de la censura mientras era capaz de mostrar el surgimiento de una relación sentimental entre dos hombres. Word of Honor (2021), con una ambientación de fantasía y cuya trama muestra al líder de una organización a quien le queda poco tiempo de vida que se enamora de otro joven, también ha obtenido positiva respuesta popular. Para evitar delatar las series a la censura los aficionados en China continental suelen recurrir a etiquetas como «homosocialidad», «camaradería social» o similares más que hablar directamente de una «serie gay».

#### Filipinas

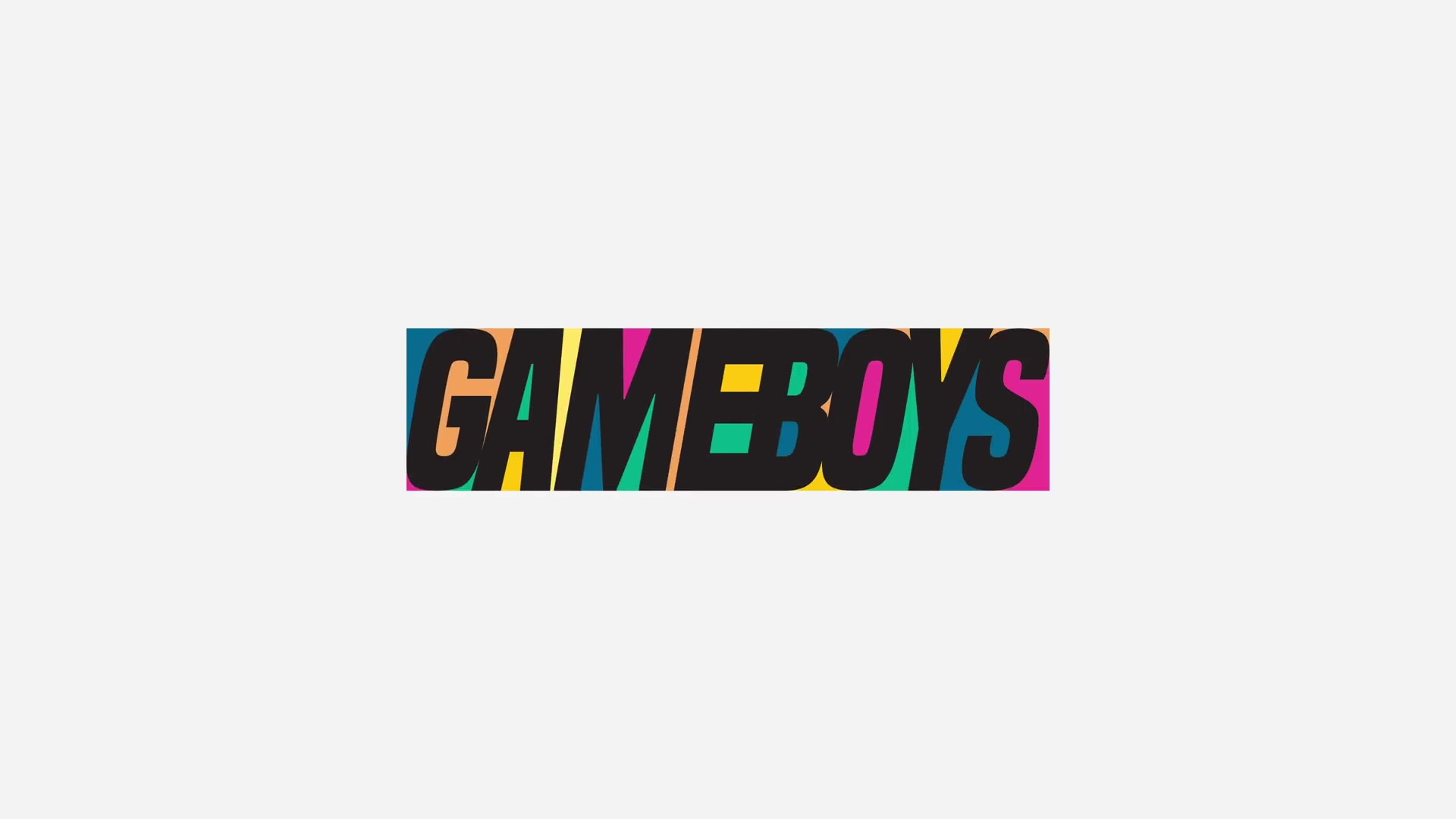
Logotipo de la web serie filipina Gameboys (2020)

Las producciones audiovisuales realizadas en Filipinas se han caracterizado por mostrar algunos de los temas clásicas del género Yaoi, tales como las tramas en institutos o con personajes jóvenes, desde una perspectiva enraizada con la cultura local, ambientadas en el tiempo actual, con un sentido realista y menos fantasioso y basadas en obras propias no siendo adaptaciones de mangas japoneses. El punto de partida, con episodios que superaron las 1.500.000 de reproducciones durante su estreno en YouTube, fue la web serie Gameboys (2020). Interpretada por Elijah Canlas y Kokoy de Santos, rodada durante la pandemia de COVID-19 en los apartamentos reales de sus actores, la trama muestra la relación que surge entre un jugador en línea y su pretendiente. Dio origen a una franquicia con varias series, una película, spin-offs y finalmente fue adquirida por Netflix momento en el que los episodios fueron retirados de YouTube.
Entre las series más importantes y que mayor repercusión han tenido en plataformas de streaming figuran Hello Stranger (2020), interpretada por Tony Lambrusca y J. C. Alcántara que también tuvo una continuación en forma de película (2021), en cuya trama un popular deportista con novia y un serio estudiante que oculta su homosexualidad ven surgir una relación a raíz de tener que hacer un trabajo conjunto; Quaranthings (2020) y su secuela Quaranthings 2 (2021), interpretada por Royce Cabrera y Kyo Quijano, abordó temáticas como las relaciones poliamorosas, la defensa activa de los derechos civiles a través de uno de sus personajes y una manera realista de lo que implica la aceptación de la homosexualidad; Gaya Sa Pelikula (2020), interpretada por Ian Pangilinan y Paolo Pangilinan, se centra en un estudiante de arquitectura en una crisis de identidad que se ve obligado a vivir con su joven y engreído vecino abiertamente homosexual después de que un percance le dificulte pagar sus facturas; My Extraordinary (2020), con Enzo Santiago y Darwin Yu, fue la primera serie que se emitió en una televisión en abierto tratando temas como el surgir del amor y la lucha con la aceptación de la propia personalidad, cuando la sociedad o la familia espera otro comportamiento, desde una óptica tierna y dramática; Ben x Jim (2020), y su secuela Ben x Jim Forever (2021), interpretada por Jerome Ponce y Teejay Marquez, muestra un amplio abanico de personajes con un mensaje tolerante y realista; Boys Lockdown (2020), protagonizada por Alonzo Elequin y Alec Kevin Rigonan, también se ambientó en la pandemia de COVID-19 pero apostando por un tono cómico y personajes disparatados.

## Demografía
La mayoría de los fanáticos del Yaoi son adolescentes o mujeres jóvenes. En Tailandia, se estima que el número de lectores femeninos de obras Yaoi es de aproximadamente el 80 %. A pesar de que se presume que la mayoría de los lectores del Yaoi son heterosexuales, en Japón han estado surgiendo autoras de manga abiertamente lesbianas, así como también lectoras lesbianas, bisexuales o queer. Encuestas realizadas en línea a lectores de Yaoi de habla inglesa indican que el 50-60 % de las lectoras se autoidentifican como heterosexuales.
A pesar de que este género se comercializa principalmente para mujeres, también existe un público gay, bisexual y heterosexual masculino. Una encuesta de lectores de Yaoi en Estados Unidos estimó que alrededor de un cuarto de los encuestados eran varones; mientras que otras dos encuestas en línea estimaron que aproximadamente el 10 % de los lectores anónimos de Yaoi eran varones. Wim Lunsing sugiere que los jóvenes homosexuales japoneses que no encuentran a gusto el contenido «pornográfico» en revistas de hombres gay, pueden preferir leer Yaoi en su lugar. Algunos hombres homosexuales, sin embargo, no encuentran atractivo el estilo de arte femenino del Yaoi o las representaciones poco realistas de la cultura LGBT en Japón, por lo que muchos acuden al bara.
A mediados de la década de 1990, se estimó que el número de lectores de manga Yaoi en Japón oscilaba entre las 100.000 y 500.000 personas. Alrededor de esos años, la revista Yaoi June tenía una demografía de entre 80.000 y 100.000 lectores, el doble que la revista de estilo de vida gay más popular, Badi. En abril de 2005, se estimó que había alrededor de 785 000 sitios web en inglés dedicados al Yaoi, 49.000 españoles, 22.400 coreanos, 11.900 italianos y 6900 chinos. En enero de 2007, las visitas a páginas Yaoi alcanzó la cifra de cinco millones.

## Recepción
El Yaoi ha recibido una atención crítica sumamente importante a lo largo de los años, especialmente desde que los mangas traducidos a sus respectivos idiomas estuvieron comercialmente disponibles fuera de Japón. Diferentes críticos y comentaristas han tenido puntos de vista muy diferentes con respecto a este género. En 1983, Frederik L. Schodt, escritor y traductor de manga estadounidense, observó que las representaciones de las relaciones homosexuales utilizan y desarrollan temas bisexuales ya existentes en el manga shōjo para atraer al público femenino. Diversos críticos japoneses han considerado al Yaoi como «un género que permite a su audiencia evitar la sexualidad por mano propia, distanciando el sexo de sus propios cuerpos», así como también para permitir crear fluidez en el modo de percibir los temas de género y sexualidad, rechazando los roles de género como un «primer paso hacia el feminismo». Kazuko Suzuki, a su vez, cree que la aversión o el desprecio de la audiencia por el heterosexismo masculino es algo que ha surgido conscientemente como resultado de la popularidad del género mismo.
En 2003, Akiko Mizoguchi comentó que el Yaoi es un «espacio de género femenino», debido a que los escritores, lectores, artistas y la mayoría de los editores del género son mujeres. El Yaoi ha sido comparado con novelas románticas por bibliotecarios de habla inglesa, y se le ha llamado como una forma de «fetichismo femenino». Mariko Ōhara, una escritora de ciencia ficción, ha dicho que en sus años de adolescencia escribió ficción Yaoi sobre los personajes de la afamada serie Star Trek, Kirk y Spock, porque no podía disfrutar de «la pornografía convencional hecha para hombres», y que había encontrado una «libertad ilimitada» en el Yaoi al igual que lo hizo en la ciencia ficción.
Otros comentaristas han sugerido que varias cuestiones políticas y de género mucho más radicales subyacen en el Yaoi. En 1998, Shihomi Sakakibara argumentó que los fanes del Yaoi, incluida ella misma, variaban desde mujeres homosexuales a hombres transexuales. Sandra Buckley sostiene que las narraciones bishōnen defienden «las potencialidades imaginarias de las diferenciaciones alternativas [de género]», mientras que James Welker describió al personaje bishōnen como «queer», comentando que la crítica de manga, Akiko Mizoguchi, vio al shōnen-ai como un reflejo en cómo ella misma se convirtió en lesbiana.

### Criticismo
Algunos comentaristas homosexuales han criticado la forma en la que la identidad LGBT de los personajes es retratada en las obras Yaoi. Un tropo del Yaoi que ha atraído la atención de la crítica son los protagonistas masculinos que no se identifican a sí mismos como gais, sino que, en su lugar, simplemente afirman estar enamorados de otra persona de su mismo sexo, un hecho que acentúa el tema del «amor que todo lo conquista» presente en el Yaoi. A la vez, esto también se ve como un camino para evitar la necesidad de abordar temas prejuiciosos contra individuos que afirman que nacieron gais, lesbianas o bisexuales. Historias Yaoi tempranas, tales como Tomoi de 1987 y New York, New York de 1996-98, tienen personajes que se identifican como gais. El comportamiento «femenino» estereotipado del uke también ha sido un tema prominente de crítica en los últimos años.
En mayo de 1992, el activista japonés de los derechos homosexuales, Masaki Satō, criticó a los aficionados del Yaoi y a sus mismos autores en una carta abierta, escribiendo que «el género carece de información exacta sobre hombres homosexuales y convenientemente evita el verdadero prejuicio y discriminación que estos hombres reciben de la sociedad. Más importante aún, la representación de hombres gais como individuos ricos, guapos y bien educados son simplemente un medio para alimentar las fantasías de masturbación de mujeres heterosexuales». Un extenso debate surgió a raíz de esto, con fanáticos y artistas del Yaoi argumentando que «el Yaoi es entretenimiento para mujeres, no para educar sobre hombres gais», y que los personajes del Yaoi no están hechos para representar a «hombres gay reales». El debate sobre el Yaoi menguó alrededor de esta época, pero resurgió en algunas ocasiones; tal como sucedió en 2003, cuando Akiko Mizoguchi caracterizó los estereotipos Yaoi modernos como «poco realistas y homofóbicos». Ha habido críticas similares sobre el debate del Yaoi entre los aficionados de habla inglesa. En 1993 y 2004, Matt Thorn señaló la complejidad de estos fenómenos y sugirió que los fanes del Yaoi y slash están descontentos con «los estándares de feminidad a los que se espera que se adhieran, y se encuentran con un entorno social que no valida o simpatiza con ese descontento».
En China, el Yaoi adquirió popularidad a finales de los años 1990, atrayendo una atención mediática mayormente negativa, la cual se centró en el desafío que planteaba el género a la hegemonía heterosexual. Publicar y distribuir obras Yaoi es actualmente ilegal en la China continental. Zanghellini señala que debido a las «características del género Yaoi/BL» de mostrar como los personajes, en su mayoría, menores de edad, se involucran en situaciones románticas y sexuales, y teniendo en cuenta las leyes de pornografía infantil en Australia y Canadá, esto «puede hacer que eligan como blanco a las obras Yaoi/BL». También señala que en el Reino Unido, la animación está exenta de las leyes de pornografía infantil a menos que se usen para grooming.
La autora Youka Nitta ha dicho que «incluso en Japón, leer Yaoi no es algo que los padres alienten», y animó a los padres con preocupaciones acerca de sus obras para que las leyeran. A pesar de que en Japón el manga shōnen se encuentra en el foco del debate sobre el manga, en 2006, se lanzó una campaña vía correo electrónico contra la presencia de mangas Yaoi en la biblioteca pública de la ciudad de Sakai, Osaka. En agosto de 2008, la biblioteca decidió dejar de adquirir obras Yaoi y mantener su ya existente contenido en una colección restringida y reservada solo para adultos. Ese noviembre, la biblioteca fue contactada por personas que protestaron contra la remoción, considerándola como «una forma de discriminación sexual». Los medios de comunicación publicaron historias sobre la cantidad de obras Yaoi en las bibliotecas públicas, y subrayaron que este material sexual había sido prestado a menores. El debate continuó en Mixi, un sitio de redes sociales japonés, y finalmente la biblioteca devolvió sus obras Yaoi a la colección pública. Mark McLelland sugiere que el Yaoi puede convertirse en «un frente de batalla importante para los defensores y detractores de políticas 'libres de género' en el empleo, la educación y otros lugares».